# Jordi Amat
Pour les articles homonymes, voir Amat.
Jordi Amat Maas, né le 21 mars 1992 à Canet de Mar (Espagne), est un footballeur international indonésien évoluant au poste de défenseur central au Persija Jakarta.